# Ratel-20
Ratel – kołowy wóz bojowy opracowany i produkowany w Republice Południowej Afryki. Stanowi podstawowe wyposażenie południowoafrykańskich jednostek zmechanizowanych.

## Historia
Z powodu obowiązywania embarga na dostawy broni do RPA, kraj ten był zmuszony do samodzielnego opracowywania wielu rodzajów broni. Efektem prac związanych z projektowaniem nowych wozów bojowych był prototyp pojazdu ratel, który był gotowy w 1974. Produkcję seryjną wersji uzbrojonej w działko 20 mm rozpoczęto w 1977. Wersja ta była wielokrotnie modyfikowana, a także stała się podstawą do opracowania szeregu pojazdów specjalistycznych. 
Ratel stał się wzorem dla podobnych konstrukcji opracowanych min.  w Brazylii i Belgii. Oprócz armii RPA jest używany przez armie Jordanii dla której w roku 2003 dostarczono 120 odnowionych rateli i Maroka.

## Wersje
- Ratel 20 – podstawowa wersja uzbrojona we francuską wieżę z działkiem 20 mm
- Ratel 60 – wersja z moździerzem kaliber 60 mm umieszczonym w wieżyczce
- Ratel 81 – bez wieży, moździerz kaliber 81 mm zamontowany  w przedziale załogi
- Ratel 90 – pojazd wsparcia ogniowego z działem kaliber 90 mm
- Ratel Maintenance – wersja naprawcza
- Ratel ZT3 – wieża z wyrzutnią 3 przeciwpancernych pocisków kierowanych ZT3